# Bainbridge Wadleigh

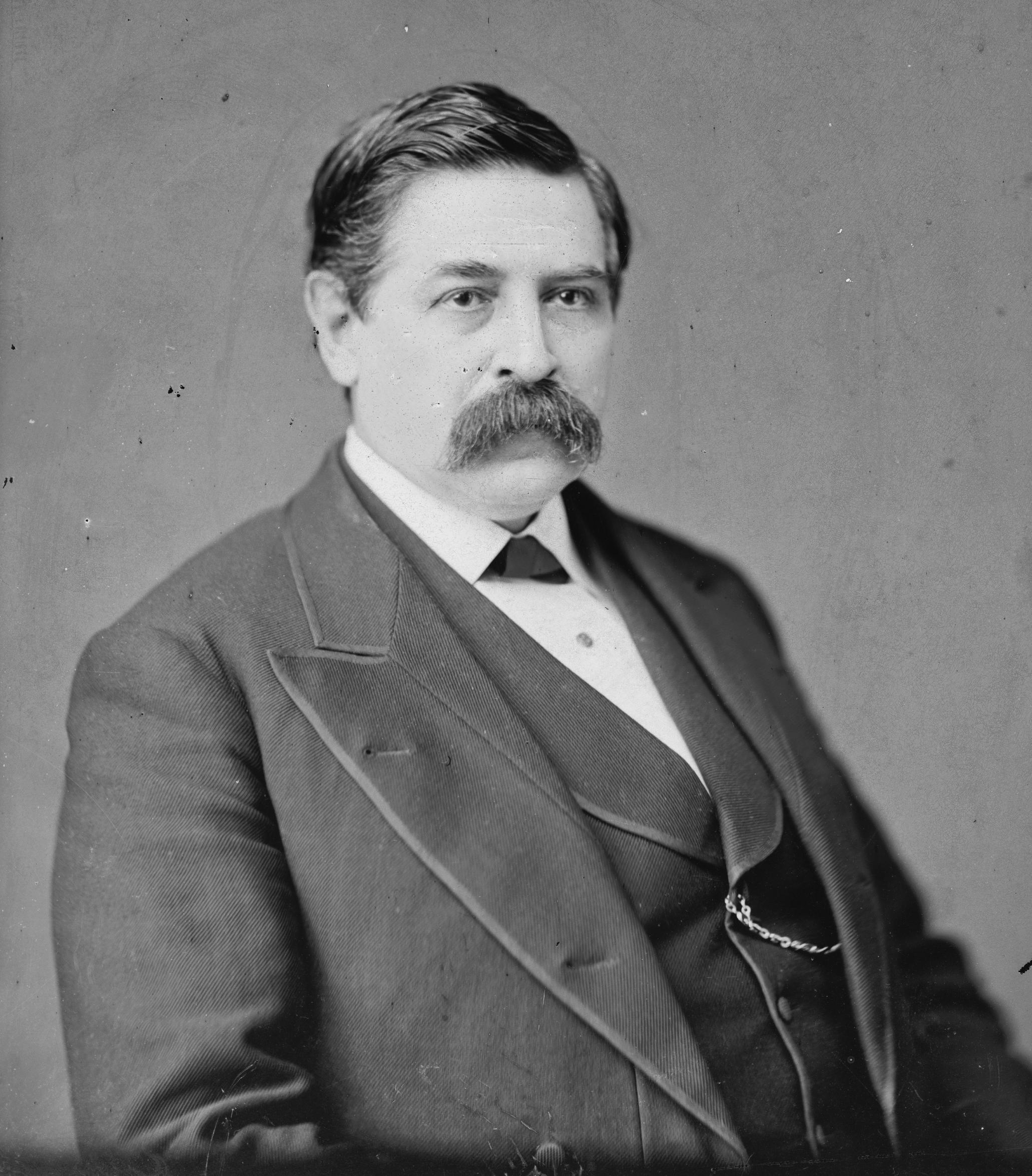
Bainbridge Wadleigh

Bainbridge Wadleigh (* 4. Januar 1831 in Bradford, Merrimack County, New Hampshire; † 24. Januar 1891 in Boston) war ein US-amerikanischer Politiker der Republikanischen Partei.

## Leben
Nachdem er die Grundschule und später eine Privatschule besucht hatte, studierte Wadleigh die Rechtswissenschaften. 1850 wurde er in die Anwaltskammer aufgenommen; in der Folge praktizierte er als Jurist in Milford.

## Politik
Seine politische Tätigkeit beschränkte sich zunächst auf den Staat New Hampshire, dessen Repräsentantenhaus er für die Republikaner von 1855 bis 1856, dann erneut von 1859 bis 1860 und schließlich von 1869 bis 1872 angehörte. In Milford war er zudem sechs Amtsperioden lang Leiter der Gemeindeversammlung.
Seine Nominierung für den US-Senat am Abend des 13. Juni 1872 kam für Wadleigh selbst überraschend; er hatte sich nicht darum beworben. Über die Kandidatur entschied ein Caucus der Republikanischen Partei von New Hampshire. Als Favorit galt der Amtsinhaber James W. Patterson, der auch nach den ersten drei Wahlgängen in Führung lag; Wadleigh steigerte sich in diesem Zeitraum von drei auf 18 Stimmen. Im vierten Wahlgang erhielt er bereits 39 Stimmen. Im fünften Durchgang fiel dann die Entscheidung: 152 Delegierte stimmten für Wadleigh, 58 für alle anderen Kandidaten zusammen, zu denen unter anderem der vormalige Gouverneur von New Hampshire, Onslow Stearns, zählte. Die Wahl zum Senat erfolgte dann schließlich durch das Staatsparlament von New Hampshire.
Bainbridge Wadleigh gehörte dem Senat vom 4. März 1873 bis zum 3. März 1879 an. Eine unmittelbare Wiederwahl erfolgte nicht, da sich das Parlament von New Hampshire zunächst einigen musste. So nahm zunächst Charles Henry Bell als Interimskandidat den Platz ein, um diesen dann später für den offiziellen Nachfolger wieder zu räumen. Wadleigh bemühte sich um die erneute Nominierung seiner Partei, unterlag jedoch nach einer Reihe von Wahlgängen Henry W. Blair.
In seiner Zeit im Senat war er Vorsitzender des Patentausschusses und gehörte dem Wahlausschuss an. Nach seiner verpassten Wiederwahl ließ er sich als Anwalt in Boston nieder, wo er 1891 starb; beigesetzt wurde er in Milford.